# Non scholae, sed vitae discimus
Non scholae, sed vitae discimus (лат. изговор: нон схоле, сед вите дисцимус). Не учимо за школу него за живот. (Сенека)

## Поријекло изреке
Ову изреку је изрекао почетком нове ере познати римски књижевник и филозоф Сенека.

## Тумачење
Постоје двије школе. Једна је класична школа, а друга живот. Не треба учити за школу, не треба учити ради учења и оцјене, већ због живота.